# Liste von Sakralbauten in Nürnberg
Die Liste von Sakralbauten in Nürnberg umfasst Sakralbauten in Trägerschaft der christlichen Konfessionen und anderer religiöser Gemeinschaften sowie Sakralbauten, die kirchengeschichtlich, stadtgeschichtlich oder architektonisch von Bedeutung sind und waren. Die Adressbezeichnungen entsprechen den Angaben des Liegenschaftskatasters.

## Bestehende Sakralbauten
| Bild | Name                                                | Lage                                                                           | Gründung                    | Turmhöhe | Träger                                                                  | Bemerkungen |
| ---- | --------------------------------------------------- | ------------------------------------------------------------------------------ | --------------------------- | -------- | ----------------------------------------------------------------------- | --- |
|      | Allerheiligen                                       | Schoppershof Graudenzer Straße 15 49° 28′ 7,5″ N, 11° 6′ 26,6″ O               | 1955                        | 31,00 m  | Erzbistum Bamberg, Dekanat Nürnberg                                     | 1955/1956 nach Entwurf von Winfried und Peter Leonhardt, Turm erst 1973/1974 vollendet. Unter Denkmalschutz. |
|      | Allerheiligenkapelle                                | St. Sebald Innerer Laufer Platz 11 49° 27′ 23,1″ N, 11° 5′ 1,5″ O              | 1507                        |          | Alt-Katholische Kirche in Deutschland                                   | Ehem. Kapelle des Landauerschen Zwölfbrüderhauses. 1506/07 von Hans Beheim d. Ä. erbaut. Wiederaufbau nach schweren Kriegszerstörungen 1956/1957. Seit 2006 altkatholische Kirche. Unter Denkmalschutz. |
|      | Kirche in Almoshof                                  | Almoshof Almoshofer Hauptstraße 15 49° 29′ 16,4″ N, 11° 4′ 5,2″ O              | 1957                        | 21,70 m  | Evangelisch-Lutherische Landeskirche in Bayern, Dekanat Erlangen        | Erbaut 1957. |
|      | St. Andreas                                         | Gaismannshof Leyher Straße 35 49° 26′ 58,6″ N, 11° 1′ 49,6″ O                  | 1962                        |          | Erzbistum Bamberg, Dekanat Nürnberg                                     | 1962/1963 errichtet. |
|      | St. Andreas                                         | Thon Kleinreuther Weg 97 49° 28′ 18,5″ N, 11° 4′ 15,4″ O                       |                             | 25,00 m  | Evangelisch-Lutherische Landeskirche in Bayern, Dekanat Nürnberg        | 1957/1958 errichtet. |
|      | St. Anton                                           | Bärenschanze Adam-Klein-Straße 45 49° 27′ 4″ N, 11° 2′ 56,1″ O                 | 1899                        | 47,50 m  | Erzbistum Bamberg, Dekanat Nürnberg                                     | Notkirche, 1899/181900 von Hans Saueressig. Romanisierender Neubau 1908–1910 nach Plänen von Josef Schmitz. Unter Denkmalschutz. |
|      | Auferstehungskirche                                 | Fischbach Förstergäßchen 1 49° 25′ 10,9″ N, 11° 11′ 45,8″ O                    | 1932                        | 24,00 m  | Evangelisch-Lutherische Landeskirche in Bayern, Dekanat Nürnberg        | Erbaut 1932/1933 von Carl Brendel und Max Kälberer. Unter Denkmalschutz. |
|      | Auferstehungskirche                                 | Zerzabelshof Forstmeisterstraße 2 49° 26′ 32,6″ N, 11° 7′ 46,8″ O              | 1932                        | 31,30 m  | Evangelisch-Lutherische Landeskirche in Bayern, Dekanat Nürnberg        | 1932 eine Notkirche errichtet, diese 1963/1964 durch einen Neubau von Kurt Engelhardt ersetzt. Unter Denkmalschutz. |
|      | Baptistenkirche am Südring                          | Hummelstein Sperberstraße 166 49° 25′ 53,2″ N, 11° 5′ 44,6″ O                  | 1923                        |          | Baptistengemeinde am Südring                                            | Gemeindezentrum mit Kirche und Nebengebäuden, geweiht 2001. |
|      | St. Bartholomäus                                    | Wöhrd Weinickeplatz 2 49° 27′ 15,2″ N, 11° 5′ 45,1″ O                          | 1396                        | 37,00 m  | Evangelisch-Lutherische Landeskirche in Bayern, Dekanat Nürnberg        | Chor um 1557, Langhaus und Turm 1560–1564. 1943 schwer beschädigt und 1955/1956 wiederhergestellt. Unter Denkmalschutz. |
|      | St. Benedikt                                        | St. Jobst Tauroggenstraße 27 49° 27′ 44,4″ N, 11° 6′ 25,5″ O                   |                             |          | Erzbistum Bamberg, Dekanat Nürnberg                                     | Erbaut 1978–1980 von Peter Leonhardt und Robert Gruber. |
|      | St. Bonifaz                                         | St. Leonhard Leopoldstraße 36 49° 26′ 22,6″ N, 11° 2′ 44,7″ O                  | 1918                        |          | Erzbistum Bamberg, Dekanat Nürnberg                                     | Erbaut 1962–191964 nach Plänen von Peter Leonhardt. Unter Denkmalschutz. |
|      | Burgkapelle                                         | St. Sebald Burg 18 49° 27′ 27,8″ N, 11° 4′ 32,4″ O                             | 1200 (ca.)                  |          | Bayerische Verwaltung der staatlichen Schlösser, Gärten und Seen        | Romanische Doppelkapelle (Kaiser- und Margarethenkapelle) der Nürnberger Kaiserburg; heute Teil des dortigen Museums. Unter Denkmalschutz. |
|      | Christuskirche                                      | Altenfurt Schornbaumstraße 12 49° 24′ 23,6″ N, 11° 10′ 3,7″ O                  | 1958                        | 26,00 m  | Evangelisch-Lutherische Landeskirche in Bayern, Dekanat Nürnberg        | Erbaut 1958/1959. |
|      | Christuskirche                                      | Steinbühl Siemensplatz 2 49° 26′ 24,9″ N, 11° 4′ 33″ O                         |                             | 73,50 m  | Evangelisch-Lutherische Landeskirche in Bayern, Dekanat Nürnberg        | 1891–1894 nach Plänen von Hans Kieser und David Röhm im neugotischen Stil errichtet. Nach weitgehender Zerstörung im Zweiten Weltkrieg 1956/1957 Neubau unter Einbeziehung des nunmehr frei stehenden alten Turms. Unter Denkmalschutz.                                                                              |
|      | St. Clemens                                         | Thon Cuxhavener Straße 60 49° 28′ 36,8″ N, 11° 4′ 0,8″ O                       | 1984                        |          | Erzbistum Bamberg, Dekanat Nürnberg                                     | Erbaut 1984–1987 durch Grellmann & Schilling. |
|      | Corpus Christi                                      | Herpersdorf An der Radrunde 155 49° 22′ 16,5″ N, 11° 4′ 51,6″ O                | 1973                        | 25,75 m  | Bistum Eichstätt, Dekanat Nürnberg-Süd                                  | 1973 Barackenkirche von Ferdinand Reubel, Neubau 1981–1983 von Robert Maria Jandl. |
|      | Metropolitankathedrale St. Demetrios                | Seeleinsbühl Fürther Straße 170 49° 27′ 24,6″ N, 11° 2′ 22,7″ O                | 1982                        | 17,30 m  | Rumänisch-Orthodoxe Metropolie für Deutschland, Zentral- und Nordeuropa | Ehem. Betsaal der evangelisch-lutherischen Epiphanias-Gemeinde. Nach Umbau zur orthodoxen Kathedrale 2006 neu geweiht. |
|      | Dietrich-Bonhoeffer-Kirche                          | Langwasser Zugspitzstraße 201 49° 24′ 26,3″ N, 11° 7′ 17,9″ O                  | 1969                        | 10,70 m  | Evangelisch-Lutherische Landeskirche in Bayern, Dekanat Nürnberg        | Gemeindezentrum mit Kirche, Pfarramt, Gemeinschaftsräumen und Kindergarten, bis 1976 erbaut nach Plänen von Albert Hennig. |
|      | Dreieinigkeitskirche                                | Bärenschanze Glockendonstraße 15 49° 27′ 2,7″ N, 11° 3′ 8,5″ O                 | 1900                        | 55,00 m  | Evangelisch-Lutherische Landeskirche in Bayern, Dekanat Nürnberg        | Neugotische Anlage, erbaut 1900–1903. Nach schweren Kriegsschäden 1944/1945 wiederhergestellt. Unter Denkmalschutz. |
|      | Hl. Dreifaltigkeit                                  | Langwasser Giesbertsstraße 71 49° 24′ 5,5″ N, 11° 8′ 41,4″ O                   | 1949                        | 13,00 m  | Bistum Eichstätt, Dekanat Nürnberg-Süd                                  | Anfangs Barackenkirche, 1963/1964 durch Alexander von Branca neu errichtet. Unter Denkmalschutz. |
|      | St. Egidien und ehem. Schottenkloster               | St. Sebald Egidienplatz 10 49° 27′ 23,8″ N, 11° 4′ 53,4″ O                     | 1150 (ca.)                  | 35,00 m  | Evangelisch-Lutherische Landeskirche in Bayern, Dekanat Nürnberg        | Um 1150 romanische Basilika, Chor und Sakristei 1429–1433 neu gebaut. Bei Brand 1666 Zerstörung des Klosters, nur die Kirche 1711–1718 nach Entwurf von Johann Trost in barocken Formen wiedererrichtet. Nach schweren Kriegsschäden 1952–1963 durch Rudo Goeschel vereinfacht wiederaufgebaut. Unter Denkmalschutz. |
|      | St. Elisabeth                                       | St. Lorenz Jakobsplatz 7 49° 27′ 0,3″ N, 11° 4′ 10,8″ O                        | 1281 (vor)                  | 48,70 m  | Erzbistum Bamberg, Dekanat Nürnberg                                     | Ehem. Kirche des Elisabethspitals der Deutschordenskommende. Der heutige Bau 1788 nach Plänen Franz Ignaz Michael Neumanns begonnen, erst 1903 fertiggestellt. 1945 schwer beschädigt, Wiederaufbau 1947–1950. Unter Denkmalschutz.                                                                                  |
|      | Emmauskirche                                        | Gartenstadt Pachelbelstraße 15 49° 24′ 40,5″ N, 11° 4′ 39,6″ O                 | 1931                        |          | Evangelisch-Lutherische Landeskirche in Bayern, Dekanat Nürnberg        | 1931/1932 von Fritz Kälberer erbaut, nach Kriegsschäden bis 1958 wiederaufgebaut. Unter Denkmalschutz. |
|      | Epiphaniaskirche                                    | Seeleinsbühl Fürther Straße 155 49° 27′ 20,1″ N, 11° 2′ 24,6″ O                | 1968                        | 22,70 m  | Evangelisch-Lutherische Landeskirche in Bayern, Dekanat Nürnberg        | Erbaut 1968–1970 von Gerhard Grellmann sen. und jun. |
|      | Erlöserkirche                                       | Leyh Sigmundstraße 80 49° 27′ 20,3″ N, 11° 0′ 59,5″ O                          | 1927                        | 37,00 m  | Evangelisch-Lutherische Landeskirche in Bayern, Dekanat Nürnberg        | 1927/1928 von Christian Ruck, Fassadenturm 1959/1960 von Gustav Gsaenger. Unter Denkmalschutz. |
|      | Erste Kirche Christi, Wissenschafter                | St. Sebald Hirschelgasse 21 49° 27′ 27,4″ N, 11° 5′ 6,6″ O                     |                             |          | Christian Science                                                       | |
|      | Evangelisch-Freikirchliches Gemeindehaus Vestnertor | Gärten h.d.V. Vestnertorgraben 29 49° 27′ 33,4″ N, 11° 4′ 39,6″ O              |                             |          | Bund Evangelisch-Freikirchlicher Gemeinden                              | Gemeindehaus 1964 erbaut, 1982 umgebaut. |
|      | Eyüp-Sultan-Moschee                                 | Steinbühl Kurfürstenstraße 16 49° 25′ 58,2″ N, 11° 4′ 30,9″ O                  | 1996                        |          | Türkisch-Islamische Union der Anstalt für Religion                      | 1996 in einem früheren Lagergebäude eingerichtet. |
|      | Hl. Familie                                         | Reichelsdorf Eichstätter Platz 1 49° 22′ 59,1″ N, 11° 2′ 5,7″ O                | 1929                        | 27,80 m  | Bistum Eichstätt, Dekanat Nürnberg-Süd                                  | 1929/1930 nach Plan von Rudolf Behringer errichtet, erweitert 1967/1968 durch Peter Leonhardt. Unter Denkmalschutz. |
|      | St. Felizitas                                       | Reutles Reutleser Straße 80 49° 32′ 1,7″ N, 11° 1′ 32,6″ O                     | 1379 (erste Erwähnung)      | 16,30 m  | Evangelisch-Lutherische Landeskirche in Bayern, Dekanat Erlangen        | Erbaut im 14./15. Jahrhundert. Unter Denkmalschutz. |
|      | St. Franziskus                                      | Gartenstadt Pachelbelstraße 3 49° 24′ 41,5″ N, 11° 4′ 47″ O                    | 1929                        |          | Erzbistum Bamberg, Dekanat Nürnberg                                     | 1929 eine Notkirche geweiht. Neubau 1952–1960 nach Plan von Robert Gruber. |
|      | Zu Unserer Lieben Frau                              | Katzwang Rennmühlstraße 16 49° 20′ 58,3″ N, 11° 3′ 18,8″ O                     | 1287                        | 31,60 m  | Evangelisch-Lutherische Landeskirche in Bayern, Dekanat Schwabach       | Im Kern wohl 13. Jahrhundert, im 15. und 16. Jahrhundert sowie 1711 ausgebaut. Unter Denkmalschutz. |
|      | Frauenkirche                                        | St. Sebald Hauptmarkt 14 49° 27′ 14,4″ N, 11° 4′ 40,8″ O                       | 1352 (erste Erwähnung)      | 39,20 m  | Erzbistum Bamberg, Dekanat Nürnberg                                     | Anstelle der 1349 beim Judenpogrom zerstörten Synagoge erbaut, 1358 geweiht. 1879–1881 sowie 1930/1931 durchgreifend restauriert. Schwere Kriegszerstörungen 1946–1953 behoben. Unter Denkmalschutz. |
|      | Ehem. Franziskaner- oder Barfüßerklosterkirche      | St. Lorenz Königstraße 13 49° 27′ 7,4″ N, 11° 4′ 43,4″ O                       | 1224 (ca.)                  |          |                                                                         | Ehem. Kirche des Franziskaner- oder Barfüßerklosters. 1278 geweiht, nach Brand 1682–1689 wiederaufgebaut. 1807 profaniert. 1912/1913 das Langhaus zugunsten eines Bankgebäudes abgerissen, nur der Chor stark verändert erhalten.                                                                                    |
|      | Friedenskirche                                      | St. Johannis Adam-Kraft-Straße 33/Palmplatz 11 49° 27′ 35,5″ N, 11° 3′ 55,3″ O | 1925                        | 65,00 m  | Evangelisch-Lutherische Landeskirche in Bayern, Dekanat Nürnberg        | Backstein-Hallenkirche, 1925–1928 von German Bestelmeyer erbaut, nach Kriegsschäden bis 1952 wiederaufgebaut. Unter Denkmalschutz. |
|      | St. Gabriel                                         | Werderau Resedenweg 3 49° 25′ 8″ N, 11° 3′ 45,2″ O                             | 1960                        |          | Bistum Eichstätt, Dekanat Nürnberg-Süd                                  | 1960/1961 durch Robert Gruber erbaut. |
|      | St. Georg                                           | Kraftshof Kraftshofer Hauptstraße 170 49° 30′ 43,3″ N, 11° 2′ 59,6″ O          | 1315 (erste Erwähnung)      | 35,00 m  | Evangelisch-Lutherische Landeskirche in Bayern, Dekanat Nürnberg        | Im Kern wohl 1315, 1438–1440 erweitert, 1591 erneuert. 1943 nach Luftangriff ausgebrannt, Wiederaufbau 1946–1952. Unter Denkmalschutz. |
|      | St. Georg                                           | Ziegelstein Bierweg 33 49° 29′ 14,6″ N, 11° 6′ 43,4″ O                         | 1922                        | 26,20 m  | Erzbistum Bamberg, Dekanat Nürnberg                                     | 1922 Notkirche, Neubau 1955/1956 durch Fritz und Walter Mayer. |
|      | Hl. Geist                                           | Fischbach Fischbacher Hauptstraße 122 49° 25′ 6,9″ N, 11° 11′ 13,6″ O          | 1950                        | 28,00 m  | Bistum Eichstätt, Dekanat Nürnberg-Süd                                  | Erbaut 1963–1965 von Fritz Pühlhofer. Unter Denkmalschutz. |
|      | Hl. Geist                                           | Laufamholz Moritzbergstraße 62 49° 27′ 58,5″ N, 11° 9′ 52″ O                   |                             | 20,40 m  | Evangelisch-Lutherische Landeskirche in Bayern, Dekanat Nürnberg        | Notkirche, 1945–1948 von Kurt Mischke und Hans Weiß. Unter Denkmalschutz. |
|      | Gnadenkirche                                        | Schafhof Neumeyerstraße 47 49° 29′ 1,6″ N, 11° 7′ 20,3″ O                      | 1951                        |          | Evangelisch-Lutherische Landeskirche in Bayern, Dekanat Nürnberg        | Fachwerkbau, 1951 nach Plänen von Otto Bartning gebaut. Unter Denkmalschutz. |
|      | Gustav-Adolf-Gedächtniskirche                       | Lichtenhof Allersberger Straße 114 49° 26′ 16,3″ N, 11° 5′ 23″ O               |                             | 57,00 m  | Evangelisch-Lutherische Landeskirche in Bayern, Dekanat Nürnberg        | Blankziegelbau mit Doppelturmfassade, erbaut 1928–1930 nach Plänen von German Bestelmeyer. Nach Kriegsschäden 1948/1949 wiederhergestellt. Unter Denkmalschutz. |
|      | St. Hedwig                                          | Großgründlach Am Pfarrbaum 10 49° 31′ 56″ N, 11° 0′ 43,6″ O                    |                             |          | Erzbistum Bamberg, Dekanat Nürnberg                                     | |
|      | Herz-Jesu                                           | Galgenhof Wirthstraße 41 49° 26′ 24,6″ N, 11° 5′ 15,1″ O                       | 1899                        | 54,00 m  | Erzbistum Bamberg, Dekanat Nürnberg                                     | Neugotische Basilika, 1899–181905 nach Plänen von Franz Xaver Ruepp. Nach schweren Kriegsschäden bis 1950 unter Leitung von Albert Pietz wiederaufgebaut. Unter Denkmalschutz. |
|      | Himmelfahrtskirche                                  | Buchenbühl Baiersdorfer Straße 10 49° 30′ 18,6″ N, 11° 6′ 26,8″ O              | 1938                        | 21,50 m  | Evangelisch-Lutherische Landeskirche in Bayern, Dekanat Nürnberg        | 1938 Bau eines Betsaals, 1960–1962 und 1977 Neubau von Kirche, Pfarrhaus und Pfarrheim durch Horst Fink. Unter Denkmalschutz. |
|      | Zum Guten Hirten                                    | Boxdorf Kronacher Straße 3 49° 31′ 7,3″ N, 11° 1′ 36,7″ O                      | 1968                        | 28,00 m  | Evangelisch-Lutherische Landeskirche in Bayern, Dekanat Nürnberg        | Errichtet 1967–1968 nach Plänen von Kurt Engelhardt. |
|      | Zum Guten Hirten                                    | Langwasser Namslauer Straße 7 49° 23′ 53,7″ N, 11° 7′ 51,9″ O                  | 1952                        |          | Bistum Eichstätt, Dekanat Nürnberg-Süd                                  | Zunächst Notkirche zum Hl. Klemens Maria Hofbauer, Neubau 1960/1961 nach Plänen von Winfried und Peter Leonhardt. Unter Denkmalschutz. |
|      | St. Jakob                                           | St. Lorenz Jakobsplatz 1 49° 26′ 58,3″ N, 11° 4′ 11,6″ O                       | 1209 (erste Erwähnung)      | 44,00 m  | Evangelisch-Lutherische Landeskirche in Bayern, Dekanat Nürnberg        | Bis 1525 Kirche der Deutschordenskommende. Heutiger Bau 1. Hälfte 14. Jahrhundert bis um 1500, 1824 durch Carl Alexander Heideloff umgestaltet. Nach Zerstörung im Zweiten Weltkrieg 1951–1962 wiederaufgebaut. Unter Denkmalschutz.                                                                                 |
|      | St. Jobst                                           | St. Jobst Äußere Sulzbacher Straße 138 49° 27′ 54″ N, 11° 7′ 15″ O             | 1350 (ca.)                  | 25,30 m  | Evangelisch-Lutherische Landeskirche in Bayern, Dekanat Nürnberg        | Sandsteinquaderbau, 14./15. Jahrhundert, nach Kriegszerstörung 1947–1949 wiederhergestellt. Unter Denkmalschutz. |
|      | St. Johannes der Täufer                             | Eibach Eibacher Hauptstraße 59 49° 24′ 10,5″ N, 11° 2′ 9″ O                    | 1343 (erste Baunachricht)   | 30,00 m  | Evangelisch-Lutherische Landeskirche in Bayern, Dekanat Nürnberg        | Laut Kirchenbuch 1343 erbaut, 1914 durchgreifend verändert. Unter Denkmalschutz. |
|      | St. Johannes der Täufer und St. Katharina           | Altenfurt Oelser Straße 13 49° 24′ 24,2″ N, 11° 9′ 52″ O                       | Unbekannt, Neuweihe 1952    |          | Bistum Eichstätt, Dekanat Nürnberg-Süd                                  | Rotunde aus der Zeit nach 1140 mit Apsis aus der 2. Hälfte des 13. Jahrhunderts. Unter Denkmalschutz. |
|      | St. Johannis                                        | St. Johannis Johannisstraße 5749° 27′ 32,6″ N, 11° 3′ 40,4″ O                  | 1252 (erste bezeugte Weihe) | 24,90 m  | Evangelische Landeskirche in Bayern, Dekanat Nürnberg                   | Heutiger Bau im 14. Jahrhundert als Kapelle des Johannisfriedhofs errichtet. Unter Denkmalschutz. |
|      | St. Josef                                           | Wöhrd Gießereistraße 249° 27′ 19,1″ N, 11° 5′ 38,1″ O                          | 1922                        | 26,50 m  | Erzbistum Bamberg, Dekanat Nürnberg                                     | 1965–1967 von Peter Leonhardt errichtet. |
|      | St. Karl Borromäus                                  | Mögeldorf Lindnerstraße 9 49° 27′ 25,4″ N, 11° 7′ 30,9″ O                      | 1905                        | 25,90 m  | Erzbistum Bamberg, Dekanat Nürnberg                                     | Zunächst Notkirche von Hans Saueressig, erbaut 1904/1905. Neubau einer Basilika in expressionistischen Formen, 1926/1927 von Fritz Fuchsenberger. Unter Denkmalschutz. Die Notkirche 1927 in St. Agnes umbenannt, im Zweiten Weltkrieg zerstört und nicht wiederaufgebaut.                                           |
|      | Ehem. Kartäuserklosterkirche                        | St. Lorenz Kartäusergasse 1 49° 26′ 52,5″ N, 11° 4′ 32,8″ O                    | 1380 (Stiftung)             |          | Germanisches Nationalmuseum                                             | Ehem. Kirche des Kartäuserklosters. Erbaut 1385 bis um die Mitte des 15. Jahrhunderts, 1525 profaniert. Seit 1857 als Ausstellungshalle Teil des Germanischen Nationalmuseums. 1944/1945 schwer beschädigt und anschließend wiederaufgebaut. Unter Denkmalschutz.                                                    |
|      | St. Klara                                           | St. Lorenz Königstraße 66–68 49° 26′ 54,8″ N, 11° 4′ 47,3″ O                   | 1246 (erste Erwähnung)      | 27,00 m  | Erzbistum Bamberg, Dekanat Nürnberg                                     | Ehem. Kirche des Klarissenklosters. Um 1270 erbaut, im 15. Jahrhundert erweitert. Wiederaufbau nach Kriegsbeschädigung 1948–1953. Die Klostergebäude bereits Ende des 19. Jahrhunderts abgetragen. Unter Denkmalschutz.                                                                                              |
|      | St. Konrad                                          | Schniegling Schnieglinger Straße 292 49° 28′ 8,8″ N, 11° 1′ 20,8″ O            | 1936                        | 28,00 m  | Erzbistum Bamberg, Dekanat Nürnberg                                     | 1935/1936 Notkirche mit Elementen der ehem. Behelfskirche St. Martin in Großreuth h.d.V. erbaut, 1945 zerstört. Neubau 1955 durch Fritz Mayer. |
|      | St. Katharina                                       | St. Lorenz Am Katharinenkloster 5 49° 27′ 6″ N, 11° 4′ 55″ O                   | 1295 (Stiftung)             |          | Stadt Nürnberg                                                          | Ehem. Kirche des Katharinenklosters. 1297 geweiht, 1596 profaniert und 1921 zur Konzerthalle umgebaut. Die gesamte Anlage 1945 schwer zerstört, Klostergebäude z. T. wiederaufgebaut, die Kirche jedoch als Ruine belassen. Unter Denkmalschutz.                                                                     |
|      | Hl. Kreuz                                           | Gebersdorf Zirndorfer Straße 20 49° 25′ 52,2″ N, 11° 0′ 4,5″ O                 |                             | 33,80 m  | Erzbistum Bamberg, Dekanat Nürnberg                                     | Erbaut 1936–191937 nach Plänen von Fritz Mayer, 1963/1964 erweitert. |
|      | St. Kunigund                                        | Gleißhammer Lorschstraße 9 49° 26′ 37,2″ N, 11° 6′ 24,7″ O                     | 1921                        | 25,50 m  | Erzbistum Bamberg, Dekanat Nürnberg                                     | 1921 Notkirche. Als Blankziegelbau in romanisierenden Formen 1934/1935 von Michael Kurz neu errichtet. Unter Denkmalschutz. |
|      | St. Laurentius                                      | Großgründlach Großgründlacher Hauptstraße 51 49° 31′ 48,2″ N, 11° 0′ 40,2″ O   | 1303 (erster Nachweis)      | 36,60 m  | Evangelisch-Lutherische Landeskirche in Bayern, Dekanat Erlangen        | Bis 1546 Zisterzienserinnen-Klosterkirche. Nach Beschädigungen 1552 und 1681–1689 wiederaufgebaut. Unter Denkmalschutz. |
|      | St. Leonhard                                        | St. Leonhard Schwabacher Straße 56 49° 26′ 23,1″ N, 11° 3′ 7,7″ O              | 1317                        | 40,00 m  | Evangelisch-Lutherische Landeskirche in Bayern, Dekanat Nürnberg        | Erstweihe 1317, Wiederaufbau nach Bränden 1449, 1552 und 1632. 1887/1888 neugotische Erweiterung und Turmbau. 1958/1959 nach Kriegszerstörung restauriert und nochmals erweitert. Unter Denkmalschutz. |
|      | St. Lioba                                           | Großreuth b. Schweinau Hornungstraße 45 49° 26′ 10,9″ N, 11° 1′ 34,7″ O        | 1995                        |          | Erzbistum Bamberg, Dekanat Nürnberg                                     | Nach Plänen von Kurt Schmid 1995/1996 errichtet. |
|      | St. Lorenz                                          | St. Lorenz Lorenzer Platz 1 49° 27′ 3,7″ N, 11° 4′ 43,8″ O                     | 1235 (erste Erwähnung)      | 81,00 m  | Evangelisch-Lutherische Landeskirche in Bayern, Dekanat Nürnberg        | Begonnen in den 1260er Jahren, vollendet 1477. Nach schweren Kriegsschäden 1945–1952 wiederaufgebaut. Unter Denkmalschutz. |
|      | St. Ludwig                                          | Gibitzenhof Straßburger Straße 12 49° 26′ 5,5″ N, 11° 4′ 11,4″ O               | 1923                        | 51,00 m  | Erzbistum Bamberg, Dekanat Nürnberg                                     | Basilika mit Doppelturmfassade in romanisierenden Formen, 1923–1926 von Otto Schulz. Nach Kriegszerstörung bis 1950 durch Fritz Mayer wiederaufgebaut. Unter Denkmalschutz. |
|      | St. Lukas                                           | Nordostbahnhof Leipziger Straße 25 49° 28′ 17,7″ N, 11° 6′ 31,5″ O             | 1932                        | 30,40 m  | Evangelisch-Lutherische Landeskirche in Bayern, Dekanatsbezirk Nürnberg | 1932 eine Notkirche errichtet. Neuer Kirchenbau 1961–1963, die alte Kirche zum Gemeindezentrum umgestaltet. Teil des Denkmalensembles Nordostbahnhof. |
|      | Lutherkirche                                        | Hasenbuck Südtiroler Platz 20 49° 25′ 33,8″ N, 11° 5′ 20,6″ O                  | 1936                        |          | Evangelisch-Lutherische Landeskirche in Bayern, Dekanat Nürnberg        | 1936/1937 errichtet, nach Kriegsschäden bis 1952 wiederaufgebaut. |
|      | Maria am Hauch                                      | Neuröthenbach Herriedener Straße 53 49° 25′ 17,2″ N, 11° 1′ 32,6″ O            | 1967                        | 20,30 m  | Bistum Eichstätt, Dekanat Nürnberg-Süd                                  | 1967/1968 nach Plan von Jakob Semler erbaut. |
|      | Maria-Hilf                                          | Buchenbühl Hermann-Löns-Straße 8 49° 30′ 0,2″ N, 11° 6′ 44,6″ O                | 1947                        |          | Erzbistum Bamberg, Dekanat Nürnberg                                     | 1947 eine Barackenkirche geweiht. 1964/1965 Neubau durch Walter Mayer. |
|      | Maria Königin                                       | Kornburg Seckendorfstraße 10 49° 21′ 30,6″ N, 11° 5′ 52,4″ O                   | 1945                        | 31,00 m  | Bistum Eichstätt, Dekanat Nürnberg-Süd                                  | Seit 1945 Notkirche St. Achahildis. Neubau von Winfried und Peter Leonhardt 1958/1959. |
|      | St. Marien                                          | Fischbach Fischbacher Hauptstraße 180 49° 25′ 12,7″ N, 11° 11′ 34,8″ O         | 1389 (erste bezeugte Weihe) |          | Evangelisch-Lutherische Landeskirche in Bayern, Dekanat Nürnberg        | Mitte 14. Jahrhundert, nach Kriegsschäden 1956/1957 wiederhergestellt. Unter Denkmalschutz. |
|      | St. Markus                                          | Gibitzenhof Frankenstraße 31 49° 25′ 49,6″ N, 11° 4′ 9,6″ O                    | 1914                        | 53,00 m  | Evangelisch-Lutherische Landeskirche in Bayern, Dekanat Nürnberg        | 1914 Notkirche, die 1944 durch Bomben zerstört wurde. 1952–1954 als erster Kirchenbau in Nürnberg nach dem Zweiten Weltkrieg nach Plänen von Max Kälberer neu errichtet. |
|      | St. Marien                                          | Neukatzwang Kurlandstraße 63 49° 21′ 44″ N, 11° 3′ 6,4″ O                      | 1936                        | 19,00 m  | Bistum Eichstätt                                                        | 1936 bescheidene Holzkirche von Hans Albert Wilhelm, Neubau 1967–1969 durch Friedrich Ferdinand Haindl. |
|      | St. Martha                                          | St. Lorenz Königstraße 75 49° 26′ 54,6″ N, 11° 4′ 51,4″ O                      | 1356 (Stiftung)             |          | Evangelisch-reformierte Kirche, Synodalverband XI                       | Ehem. Kirche des Pilgerspitals. 1385 geweiht, 1525–151800 profane Nutzung. 2014 bei einem Brand stark beschädigt und bis 2018 wiederhergestellt. Unter Denkmalschutz |
|      | St. Martin                                          | Großreuth h.d.V. Rollnerstraße 65 49° 27′ 55,9″ N, 11° 4′ 52,9″ O              | 1917                        | 44,00 m  | Erzbistum Bamberg, Dekanat Nürnberg                                     | 1917 Notkirche durch die Firma Popp & Weisheit errichtet. Neubau 1934/1935 nach Plänen von Clemens Holzmeister. Nach Kriegsschäden bis 1948 wiederhergestellt. Unter Denkmalschutz. |
|      | Martin-Niemöller-Kirche                             | Langwasser Annette-Kolb-Straße 57 49° 24′ 48,2″ N, 11° 7′ 41″ O                |                             | 18,30 m  | Evangelisch-Lutherische Landeskirche in Bayern, Dekanat Nürnberg        | Errichtet 1986 nach Plänen von Eberhard Schunck und Dieter Ullrich. |
|      | Matthäuskirche                                      | Maxfeld Rollnerstraße 100 49° 28′ 0,2″ N, 11° 4′ 55,7″ O                       |                             | 30,00 m  | Evangelisch-Lutherische Landeskirche in Bayern, Dekanat Nürnberg        | Ursprünglich kleine neugotische Saalkirche (um 1890), die 1945 vollständig zerstört wurde. Neubau anstelle einer Notkirche 1958–1960 nach Plänen von Wilhelm Schlegtendal. Turm wegen Baufälligkeit 1984 in veränderter Form neu errichtet. Unter Denkmalschutz.                                                     |
|      | St. Maximilian Kolbe                                | Langwasser Annette-Kolb-Straße 59 49° 24′ 49,5″ N, 11° 7′ 39,2″ O              | 1982                        | 18,30 m  | Bistum Eichstätt, Dekanat Nürnberg-Süd                                  | 1982 Behelfskirche aus der Pfarrei Corpus Christi in Herpersdorf, 1985/1986 Kirchenneubau von Eberhard Schunck und Dieter Ullrich. |
|      | Melanchthonkirche                                   | Ziegelstein Angerburger Straße 12 49° 29′ 10,1″ N, 11° 6′ 25,5″ O              | 1923                        |          | Evangelisch-Lutherische Landeskirche in Bayern, Dekanat Nürnberg        | 1923 Notkirche, 1938–1940 Neubau in romanisierenden Formen von German Bestelmeyer. Unter Denkmalschutz. |
|      | Menschwerdung Christi                               | Neuselsbrunn Zugspitzstraße 75 49° 24′ 37,7″ N, 11° 6′ 59″ O                   | 1968                        | 15,70 m  | Bistum Eichstätt, Dekanat Nürnberg-Süd                                  | 1968 Notkirche, 1970–1972 neu erbaut. |
|      | St. Michael                                         | Sandberg Wilhelm-Marx-Straße 36 49° 27′ 35,7″ N, 11° 3′ 20,6″ O                | 1908                        | 43,00 m  | Erzbistum Bamberg, Dekanat Nürnberg                                     | In neubarocken Formen 1908–191910 von Otto Schulz erbaut. Nach Zerstörung im Zweiten Weltkrieg bis 1950 vereinfacht wiederhergestellt. Unter Denkmalschutz. |
|      | Mutter vom Guten Rat                                | Moorenbrunn Bonifatiusstraße 1 49° 23′ 46,1″ N, 11° 10′ 29,5″ O                | 1967                        |          | Bistum Eichstätt, Dekanat Nürnberg-Süd                                  | 1967/1968 nach Plänen von Ferdinand Reubel erbaut. |
|      | Neuapostolische Kirche Nürnberg-Birkenwald          | Neuröthenbach Weiltinger Straße 23 49° 25′ 20,4″ N, 11° 1′ 23,1″ O             | 1983                        |          | Neuapostolische Kirche Süddeutschland                                   | 1983 erbaut. |
|      | Neuapostolische Kirche Nürnberg-Mitte               | St. Sebald Karlstraße 3 49° 27′ 13,6″ N, 11° 4′ 26,5″ O                        | 1954                        |          | Neuapostolische Kirche Süddeutschland                                   | 1960 errichtet. |
|      | Neuapostolische Kirche Nürnberg-Nord                | Schoppershof Längenstraße 7 49° 28′ 0,5″ N, 11° 6′ 11,2″ O                     | 1955                        |          | Neuapostolische Kirche Süddeutschland                                   | Erbaut 1968/1969, 1991 renoviert. |
|      | Neuapostolische Kirche Nürnberg-Ost                 | Glockenhof Regensburger Straße 18 49° 26′ 45,3″ N, 11° 5′ 34,3″ O              |                             |          | Neuapostolische Kirche Süddeutschland                                   | 1989 errichtet. |
|      | Neuapostolische Kirche Nürnberg-Süd                 | St. Leonhard Leopoldstraße 60 49° 26′ 16″ N, 11° 2′ 28,4″ O                    | 1949                        |          | Neuapostolische Kirche Süddeutschland                                   | Barackenkirche, 1954 umgebaut. Neubau 1957/1958. |
|      | Nikodemuskirche                                     | Röthenbach b. Schweinau Stuttgarter Straße 31 49° 24′ 59,7″ N, 11° 1′ 52″ O    | 1967                        | 26,70 m  | Evangelisch-Lutherische Landeskirche in Bayern, Dekanat Nürnberg        | 1967–1969 errichtet. |
|      | St. Nikolaus                                        | Kornburg Venatoriusstraße 2 49° 21′ 18,5″ N, 11° 5′ 59,6″ O                    |                             | 34,20 m  | Evangelisch-Lutherische Landeskirche in Bayern, Dekanat Schwabach       | 1739/40 im Markgrafenstil anstelle eines gotischen Vorgängerbaus errichtet. Unter Denkmalschutz. |
|      | St. Nikolaus und Ulrich                             | Mögeldorf Kirchenberg 15 49° 27′ 44,7″ N, 11° 7′ 56,1″ O                       |                             | 34,80 m  | Evangelisch-Lutherische Landeskirche in Bayern, Dekanat Nürnberg        | Chor wohl 14. Jahrhundert, Langhaus 1414–1416, 1901/1902 neugotisch umgestaltet. Unter Denkmalschutz. |
|      | Osterkirche                                         | Worzeldorf An der Radrunde 107 49° 22′ 13,2″ N, 11° 5′ 8,7″ O                  |                             |          | Evangelisch-Lutherische Landeskirche in Bayern, Dekanat Nürnberg        | 1978 erbaut. |
|      | St. Otto                                            | Laufamholz Moritzbergstraße 73 49° 28′ 4,3″ N, 11° 10′ 4,8″ O                  | 1922                        | 31,00 m  | Erzbistum Bamberg, Dekanat Nürnberg                                     | 1922 eine Notkirche errichtet. Jetziger Bau 1965/1966 nach Plänen von Peter Leonhardt. Unter Denkmalschutz. |
|      | Passionskirche                                      | Langwasser Dr.-Linnert-Ring 30 49° 23′ 49,3″ N, 11° 7′ 47,4″ O                 | 1965                        | 10,70 m  | Evangelisch-Lutherische Landeskirche in Bayern, Dekanat Nürnberg        | Gemeindezentrum mit Kirche, Pfarrhaus und Gemeinderäumen, 1965–1968 nach Plan von Wilhelm Schlegtendal errichtet. Unter Denkmalschutz. |
|      | Apostel-Paulus-Kirche                               | Gostenhof Obere Kanalstraße 35 49° 26′ 49,1″ N, 11° 3′ 28,5″ O                 |                             | 20,80 m  | Griechisch-orthodoxe Metropolie von Deutschland                         | |
|      | St. Paul                                            | Rangierbahnhof-Siedlung Ebermayerstraße 15 49° 24′ 53,9″ N, 11° 6′ 10,4″ O     | 1907                        | 30,00 m  | Evangelisch-Lutherische Landeskirche in Bayern, Dekanat Nürnberg        | 1911/1912 nach Plänen von Hans Lehr im Heimatschutzstil mit Jugendstilelementen erbaut. Unter Denkmalschutz. |
|      | Paul-Gerhardt-Kirche                                | Langwasser Glogauer Straße 23 49° 24′ 11,1″ N, 11° 8′ 13,8″ O                  | 1960                        | 32,30 m  | Evangelisch-Lutherische Landeskirche in Bayern, Dekanat Nürnberg        | Gemeindezentrum mit Kirche und Pfarrhaus, 1960/1961 von Franz Reichel erbaut. Unter Denkmalschutz. |
|      | St. Peter                                           | St. Peter Regensburger Straße 62 49° 26′ 35,8″ N, 11° 5′ 54,7″ O               | 1901                        | 62,00 m  | Evangelisch-Lutherische Landeskirche in Bayern, Dekanat Nürnberg        | Erbaut 1897–1901 nach Plänen von Joseph Schmitz im neugotischen Stil. Unter Denkmalschutz. |
|      | St. Peter und Paul                                  | St. Peter Kapellenstraße 2 49° 26′ 40″ N, 11° 5′ 55,9″ O                       | 1440 (Stiftung)             | 24,50 m  | Evangelisch-Lutherische Landeskirche in Bayern, Dekanat Nürnberg        | Ehem. Kapelle des St. Petersfriedhofs. Erbaut bis 1470, nach Kriegsschäden wiederhergestellt. Unter Denkmalschutz. |
|      | Philippuskirche                                     | Reichelsdorf Beim Wahlbaum 22 49° 22′ 51″ N, 11° 1′ 55,9″ O                    |                             | 35,20 m  | Evangelisch-Lutherische Landeskirche in Bayern, Dekanat Nürnberg        | 1965 von Johannes Sauer erbaut. |
|      | Reformations-Gedächtniskirche                       | Maxfeld Berliner Platz 11 49° 27′ 49,3″ N, 11° 5′ 43,8″ O                      | 1922                        | 58,00 m  | Evangelisch-Lutherische Landeskirche in Bayern                          | 1935–1938 von Gottfried Dauner. Nach Kriegsschäden bis 1949 wiederhergestellt. Unter Denkmalschutz. |
|      | Rochuskapelle                                       | Gostenhof Rothenburger Straße 24 49° 26′ 50,4″ N, 11° 3′ 39″ O                 | 1520                        | 22,00 m  | Evangelisch-Lutherische Landeskirche in Bayern, Dekanat Nürnberg        | Kapelle des Rochusfriedhofs. Errichtet 1520/21 durch Paulus Beheim. Westteil nach Kriegsschäden wiederaufgebaut. Unter Denkmalschutz. |
|      | St. Rupert                                          | Kettelersiedlung Leerstetter Straße 2 49° 24′ 13,7″ N, 11° 6′ 24,5″ O          | 1951                        | 28,00 m  | Bistum Eichstätt, Dekanat Nürnberg-Süd                                  | 1951 Barackenkirche. 1953/1954 Neubau von Robert Vogler und Heinrich Graber. Unter Denkmalschutz. |
|      | Zu den Hll. Schutzengeln                            | Muggenhof Sigmundstraße 11 49° 27′ 37,1″ N, 11° 1′ 19,8″ O                     | 1932                        | 16,50 m  | Erzbistum Bamberg, Dekanat Nürnberg                                     | Schlichte Saalkirche mit Dachreiter, erbaut 1932 von Hans Bogner. |
|      | St. Sebald                                          | Altenfurt Von-Soden-Straße 11 49° 24′ 22″ N, 11° 10′ 18,6″ O                   | 1934                        | 38,00 m  | Bistum Eichstätt, Dekanat Nürnberg-Süd                                  | 1934/1935 nach Plänen von Fritz Mayer errichtet, 1956/1957 durch denselben Architekten erweitert. Unter Denkmalschutz. |
|      | St. Sebald                                          | St. Sebald Winklerstraße 26 49° 27′ 19″ N, 11° 4′ 35,4″ O                      | 1050 (ca.)                  | 75,00 m  | Evangelisch-Lutherische Landeskirche in Bayern                          | Pfeilerbasilika des 13. Jahrhunderts, 1361–1372 um einen Hallenchor im Osten erweitert, Aufstockung der Westtürme um 1482/83. Neugotische Umgestaltung 1888–181906 durch Georg von Hauberrisser. Nach schweren Kriegsschäden 1945–1948 wiederaufgebaut. Unter Denkmalschutz.                                         |
|      | St. Stefan                                          | Zerzabelshof Waldluststraße 72 49° 26′ 28,9″ N, 11° 7′ 24,4″ O                 | 1952                        | 11,70 m  | Erzbistum Bamberg, Dekanat Nürnberg                                     | Notkirche 1952 geweiht. Neubau 1976/1977 durch Hans K. Frieser, die alte Kirche zum Pfarrzentrum umgebaut. |
|      | Stephanuskirche                                     | Gebersdorf Neumühlweg 20 49° 25′ 41,2″ N, 11° 0′ 17″ O                         |                             | 16,70 m  | Evangelisch-Lutherische Landeskirche in Bayern, Dekanatsbezirk Nürnberg | Erbaut 1930/1931 von Christian Ruck. Unter Denkmalschutz. |
|      | St. Theresia vom Kinde Jesu                         | Hasenbuck Innsbrucker Straße 11a 49° 25′ 40,6″ N, 11° 5′ 35″ O                 | 1933                        | 13,00 m  | Erzbistum Bamberg, Dekanat Nürnberg                                     | Zunächst Notkirche in einer ehem. Lagerhalle. Nach schweren Kriegsschäden 1948 durch Pietz & Müssig neu errichtet. Umgestaltung 2015/16 durch Günther Dechant. |
|      | Synagoge mit Gemeindezentrum                        | Nordostbahnhof Johann-Priem-Straße 20 49° 28′ 27,7″ N, 11° 6′ 7,1″ O           | 1979                        |          | Israelitische Kultusgemeinde Nürnberg                                   | Erbaut 1983/1984 nach Plänen von Hannes Fleischmann und Ludwig Karparek. |
|      | Kapelle im Theresienkrankenhaus                     | Schoppershof Mommsenstraße 24 49° 28′ 11,4″ N, 11° 6′ 36,3″ O                  | 1926                        |          | Erzbistum Bamberg, Dekanat Nürnberg.                                    | 1926–1928 errichtet. Neubau 1986. |
|      | St. Thomas                                          | Boxdorf Am Knappsteig 49 49° 30′ 46,1″ N, 11° 2′ 12,5″ O                       | 1969                        | 21,00 m  | Erzbistum Bamberg, Dekanat Nürnberg                                     | 1969/1970 von Richard Riedl als Ersatz für die Notkirche St. Marien in Buch erbaut. |
|      | St. Thomas                                          | Großreuth b. Schweinau Winterstraße 20 49° 26′ 9,6″ N, 11° 1′ 17,7″ O          | 1931                        | 23,80 m  | Evangelisch-Lutherische Landeskirche in Bayern, Dekanat Nürnberg        | Blankziegelbau, errichtet 1931 von Christian Ruck. Unter Denkmalschutz. |
|      | St. Ulrich                                          | Wetzendorf Kölner Straße 31 49° 28′ 2,7″ N, 11° 3′ 26,3″ O                     | 1989                        | 12,00 m  | Erzbistum Bamberg, Dekanat Nürnberg                                     | Pfarrzentrum 1989 geweiht, die Kirche im Jahre 2000 von Volker Heid erbaut. |
|      | Verklärung Christi                                  | Hummelstein Sperberstraße 53 49° 25′ 56,1″ N, 11° 5′ 3,9″ O                    | 1971                        | 20,90 m  | Erzbistum Bamberg, Dekanat Nürnberg                                     | Erbaut bis 1971 von Peter Leonhardt. |
|      | Versöhnungskirche                                   | Schniegling Holsteiner Straße 13 49° 28′ 11,7″ N, 11° 1′ 41,3″ O               | 1934                        | 23,50 m  | Evangelisch-Lutherische Landeskirche in Bayern, Dekanat Nürnberg        | 1967 eingeweiht. |
|      | St. Willibald                                       | Eibach Eibenweg 10 49° 24′ 30,6″ N, 11° 2′ 12,2″ O                             | 1908                        |          | Bistum Eichstätt, Dekanat Nürnberg-Süd                                  | Kleiner Neubarockbau, geweiht 1910. Nach Fertigstellung der St. Walburga-Kirche 1964/1965 Profanierung und Einbau zweier Pfarrsäle sowie der Pfarrbibliothek. |
|      | St. Walburga                                        | Eibach Eibenweg 10 49° 24′ 30,2″ N, 11° 2′ 11,2″ O                             | 1953                        | 46,40 m  | Bistum Eichstätt, Dekanat Nürnberg-Süd                                  | Erbaut nach Plänen von Fritz Mayer, geweiht 1953. |
|      | Walpurgiskapelle                                    | St. Sebald Burg 7–rg8 49° 27′ 28,2″ N, 11° 4′ 37,2″ O                          | 1267 (erste Erwähnung)      |          | Erzbistum Bamberg, Dekanat Nürnberg                                     | Erdgeschoss des Turms aus der Romanik, übriger Bau im 15. Jahrhundert errichtet; nach Zerstörung 1945 wiederaufgebaut 1967–1969. Unter Denkmalschutz. |
|      | St. Willibald                                       | Rangierbahnhof-Siedlung Zengerstraße 10 49° 24′ 49,2″ N, 11° 6′ 14,8″ O        | 1909                        | 34,50 m  | Erzbistum Bamberg, Dekanat Nürnberg                                     | Errichtet 1912/1913 nach Plänen von Hans Weiß im barockisierenden Heimatschutzstil. Unter Denkmalschutz. |
|      | St. Wolfgang                                        | Schweinau Friesenstraße 19 49° 25′ 45,4″ N, 11° 2′ 48,7″ O                     | 1957                        |          | Erzbistum Bamberg, Dekanat Nürnberg                                     | Ziegelbau, 1957/1958 von Winfried und Peter Leonhardt. Unter Denkmalschutz. |
|      | St. Wunibald                                        | Falkenheim Saarbrückener Straße 63 49° 23′ 58,1″ N, 11° 5′ 12,4″ O             | 1957                        | 34,60 m  | Bistum Eichstätt, Dekanat Nürnberg-Süd                                  | 1957/1958 nach Plänen von Karlheinz Grün und Ferdinand Reubel errichtet. Unter Denkmalschutz. |

## Abgegangene Sakralbauten
| Bild           | Name                                    | Stadtteil                                                   | Gründung               | Letzter Träger                                                   | Bemerkungen |
| -------------- | --------------------------------------- | ----------------------------------------------------------- | ---------------------- | ---------------------------------------------------------------- | --- |
|                | St. Anna                                | Steinbühl                                                   | 1910                   | Erzbistum Bamberg, Dekanat Nürnberg                              | Notkirche in Holzbauweise von Hans Saueressig, Vorgängerbau der 1908–1910 neu erbauten St. Antonskirche. 1910 nach Steinbühl versetzt und ein neuer Seelsorgebezirk errichtet. 1945 zerstört. |
|                | Augustiner-Chorfrauenkirche Pillenreuth | Pillenreuth Zum Klösterle 49° 22′ 45,1″ N, 11° 4′ 41,2″ O   | 1345                   | Stadt Nürnberg                                                   | 1418 geweiht, 1552 zerstört und später abgetragen. Heute nur mehr wenige Ruinenreste erhalten. Letztere unter Denkmalschutz. |
|                | Augustinerkirche St. Veit               | St. Sebald 49° 16′ 17,4″ N, 11° 25′ 51,6″ O                 | 1275                   |                                                                  | 1275 fertiggestellt, um 1479–141485 Langhausneubau. Seit 1814/1815 Stall und Heumagazin. 1816 auf Abbruch verkauft. Anstelle von Kirche und Kloster heute ein Parkplatz. |
|                | Dominikanerkirche St. Marien            | St. Sebald 49° 27′ 20,9″ N, 11° 4′ 40,2″ O                  | 1275/76 (ca.)          | Aegidianum                                                       | Erbaut um 1275. Nach Teileinsturz 1807 abgerissen. An der Stelle der Kirche steht heute der sog. Wallraff-Bau (erbaut 1907–1910) des Nürnberger Rathauses. |
|                | Hl. Geist                               | St. Sebald Hans-Sachs-Platz 49° 27′ 11,6″ N, 11° 4′ 48,2″ O | 1332                   | Evangelisch-Lutherische Landeskirche in Bayern, Dekanat Nürnberg | Ehem. Spitalkirche. 1332–1339 zusammen mit dem Spital errichtet, 1424–1796 Aufbewahrungsort der Reichskleinodien. 1945 bis auf die Westwand mit dem Giebelreiter zerstört. An Stelle der Kirche 1960–1962 ein Studentenwohnheim errichtet, in das die erhaltenen Teile integriert wurden. Unter Denkmalschutz. |
|                | Hl.-Grab-Kapelle                        | St. Sebald                                                  | 1459                   |                                                                  | 1459 im Äußeren Hof des Hl.-Geist-Spitals erbaut. 1945 zerstört, die Ruine später abgeräumt. |
|                | St. Josef                               | Gärten b. Wöhrd Harmoniestraße                              | 1897                   | Erzbistum Bamberg, Dekanat Nürnberg                              | Notkirche im ehem. Anwesen der Gesellschaft „Harmonie“, 1897/1898 eingerichtet. Bei Bombenangriff 1943 total zerstört und anschließend abgetragen. |
|                | St. Josef                               | Schoppershof Tauroggenstraße                                |                        | Erzbistum Bamberg, Dekanat Nürnberg                              | Bis 1943 St. Anna, Notkirche. 1978 zugunsten des St. Benediktstiftes abgebrochen. |
|                | Hl. Kreuz                               | St. Johannis Johannisstraße 49° 27′ 26,7″ N, 11° 4′ 5,9″ O  | 1352                   | Evangelisch-Lutherische Landeskirche in Bayern, Dekanat Nürnberg | Ehem. Kirche des sog. Pilgrimspitals. Im 15. Jahrhundert errichtet. Das Gebäude 1945 bis auf wenige Reste vernichtet, die in eine moderne Wohnanlage integriert wurden. |
|                | Lutherkapelle                           | Maxfeld Berliner Platz                                      | 1924                   | Evangelisch-Lutherische Landeskirche in Bayern, Dekanat Nürnberg | Einfache Behelfskirche aus Backstein, 1938 zugunsten des benachbarten Neubaus der Reformations-Gedächtnis-Kirche abgebrochen. |
|                | St. Marien                              | Buch                                                        | 1947                   | Erzbistum Bamberg, Dekanat Nürnberg                              | Notkirche in einer ehem. Baracke des Reichsarbeitsdienstes. Wegen Baufälligkeit abgerissen und 1969 durch die neue St. Thomaskirche in Boxdorf ersetzt. |
| weitere Bilder | Moritzkapelle                           | St. Sebald Sebalder Platz 49° 27′ 20,3″ N, 11° 4′ 35″ O     | 1313                   | Stadt Nürnberg                                                   | Erbaut 1313. Bei Luftangriff 1944 total zerstört, die Ruine später abgeräumt. Der Grundriss ist in der Pflasterung des Sebalder Platzes markiert. |
|                | Neuapostolische Kirche Nürnberg-West    | Höfen 49° 27′ 12,4″ N, 11° 4′ 50,7″ O                       | 1955                   | Neuapostolische Kirche Süddeutschland                            | 1966 im Erdgeschoss eines Mietshauses eingerichtet, 1990 aufgelöst. Gebäude nicht erhalten. |
| weitere Bilder | Synagoge Adass Jisroel                  | Tafelhof Essenweinstraße 7 49° 26′ 45,2″ N, 11° 4′ 21,8″ O  | 1902                   | Israelitische Religionsgesellschaft                              | 1902 in romanisierenden Formen nach Plänen des Büros Ochsenmayer & Wissmüller, Nürnberg, erbaut. Beim Novemberpogrom 1938 von der SA in Brand gesteckt und später abgerissen. Gegenüber dem ehem. Standort der Synagoge wurde 1988 ein Denkmal errichtet.                                                      |
|                | Synagoge am Hauptmarkt                  | St. Sebald 49° 27′ 14,5″ N, 11° 4′ 41,8″ O                  | 1296                   | Jüdische Gemeinde Nürnberg                                       | 1296 geweiht, beim Judenpogrom 1349 zerstört. An Stelle der Synagoge steht heute die Frauenkirche. |
| weitere Bilder | Synagoge am Hans-Sachs-Platz            | St. Sebald Hans-Sachs-Platz 49° 27′ 12,4″ N, 11° 4′ 50,7″ O | 1870                   | Israelitische Religionsgesellschaft                              | Erbaut 1870–1874 nach Plänen von Adolf Wolff. 1938 auf Geheiß von Julius Streicher zerstört. |
|                | Synagoge Wunderburggasse                | St. Sebald Wunderburggasse 20                               | 1381 (erste Erwähnung) | Jüdische Gemeinde Nürnberg                                       | 1381 erstmals erwähnt, nach Vertreibung der Nürnberger Juden 1499 zerstört. |